# Анфуро (Бреша)
Анфуро је насеље у Италији у округу Бреша, региону Ломбардија.
Према процени из 2011. у насељу је живело 218 становника. Насеље се налази на надморској висини од 690 м.